# Kaspar Taimsoo
Kaspar Taimsoo, né le 30 avril 1987 à Viljandi, est un rameur estonien.

## Biographie
En plus de son activité sur aviron, il est connu pour être détenteur du record du monde de kiiking avec 7,15m.

## Palmarès

### Jeux olympiques
- 2008 à Pékin,  Chine
  - 9e en quatre de couple

### Championnats du monde d'aviron
- 2009 à Poznań,  Pologne
  -  Médaille de bronze en deux de couple

### Championnats d'Europe d'aviron
- 2008 à Marathon,  Grèce
  -  Médaille d'argent en deux de couple
- 2009 à Brest,  Biélorussie
  -  Médaille d'or en deux de couple
- 2010 à Montemor-o-Velho,  Portugal
  -  Médaille d'argent en deux de couple

## Distinctions
- Ordre de l'Étoile blanche d'Estonie de 3e classe, 2017